# صوت البرق (رواية)
رواية صوت البرق (بالإنجليزية: A Sound of Lightning)‏ هي رواية للكاتب الأسترالي جون كليري. نشرت عام 1976، وتقع أحداثها في مونتانا.